# Ferit Tüzün
Ferit Tüzün (ur. 24 kwietnia 1929 w Stambule, zm. 21 października 1977 w Ankarze)  – turecki kompozytor i  dyrygent. 

## Życiorys
Studiował grę fortepianową u Ulvi Cemala Erkina oraz kompozycję u Necila Kâzima Aksisa w Konserwatorium Państwowym w Ankarze. W 1950 został adiunktem w tymże komserwatorium. W latach 1954–1958 studiował dyrygenturę orkiestrową u Fritza Lehmanna i Adolfa Mennericha w konserwatorium w Monachium . 
W 1959 roku został asystentem dyrygenta w Operze Narodowej w Ankarze .

## Twórczość
Zaczął komponować w 1948. W jego kompozycjach widoczne są wpływy takich niemieckich kompozytorów, jak Richard Strauss, Hans Pfitzner i Paul Hindemith. Komponował utwory orkiestrowe, kameralne, fortepianowe i sceniczne .

## Wybrane kompozycje
- Trio fortepianowe (1950)
- Symfonia (1951)
- Anadolu, suita orkiestrowa (1954)
- Türk Kapriçiyosu (Kaprys turecki) (1956)
- Çeşmebaşι (Przy fontannie), suita orkiestrowa (1964, polskie wykon. 1973)
- Midas'ın kulaklar (Uszy Midasa), opera (1969)